# Ugo Dosio
Ugo Dosio (Roma, 6 giugno 1899 – ...) è stato un calciatore italiano, di ruolo difensore.

## Carriera
Milita nella Lazio dal 1914.
Nella stagione 1922-1923 disputa con i romani la finalissima per il titolo nazionale, rimasta celebre, contro un Genoa imbattuto per l'intero campionato e anche questa volta vittorioso, ma davanti alla resistenza bellicosa e ostinata della Lazio che ottiene persino un goal al 90'.
A partire dal 1922 colleziona 38 presenze, segnando anche una rete, nel corso di tre stagioni di massima serie, le sue ultime di attività.